# Atletismo nos Jogos Pan-Americanos de 2003 - Heptatlo feminino
A prova do heptatlo feminino nos Jogos Pan-Americanos de 2003 foi realizada em 7 e 8 de agosto de 2003. 

## Calendário
| Data            | Fase  |
| --------------- | ----- |
| 7 e 8 de agosto | Final |

## Medalhistas
| Ouro   | USA Tiffany Lott-Hogan |
| Prata  | CAN Nicole Haynes      |
| Bronze | CUB Magalys García     |

## Recordes
Recordes mundial e pan-americano antes da disputa dos Jogos Pan-Americanos de 2003.
| Tipo                             | Atleta               | Tempo | Local    | Data                   |
| -------------------------------- | -------------------- | ----- | -------- | ---------------------- |
|                                  | Jackie Joyner-Kersee | 7291  | Seul     | 24 de setembro de 1988 |
| Recorde dos Jogos Pan-Americanos | Magalys García       | 6290  | Winnipeg | 28 de julho de 1999    |

## Resultados
| Posição | Atleta                 | Decatlo | Decatlo | Decatlo | Decatlo | Decatlo | Decatlo | Decatlo | Pontos |
| Posição | Atleta                 | 100m b  | SA      | AP      | 200m    | SD      | LD      | 800m    | Pontos |
| ------- | ---------------------- | ------- | ------- | ------- | ------- | ------- | ------- | ------- | ------ |
| 1       | USA Tiffany Lott-Hogan | 13.15   | 1.68    | 13.78   | 24.59   | 6.02    | 49.52   | 2:27.74 | 6064   |
| 2       | CAN Nicole Haynes      | 14.03   | 1.74    | 14.87   | 26.04   | 5.89    | 48.40   | 2:21.65 | 5959   |
| 3       | CUB Magalys García     | 13.61   | 1.71    | 13.69   | 24.44   | 5.61    | 45.79   | 2:26.26 | 5864   |
| 4       | DOM Judith Méndez      | 14.10   | 1.65    | 13.34   | 24.52   | 5.38    | 47.24   | 2:16.56 | 5783   |
| 5       | CUB Yuleidis Limonta   | 13.95   | 1.74    | 12.11   | 24.98   | 5.99    | 31.33   | 2:29.23 | 5496   |
| 6       | VEN Thaimara Rivas     | 14.36   | 1.68    | 12.56   | 25.89   | 5.88    | 38.62   | 2:25.16 | 5472   |
| 7       | DOM Francia Manzanillo | 14.34   | 1.59    | 10.14   | 25.63   | 5.72    | 44.32   | 2:20.28 | 5359   |
| 8       | CHI Valeria Steffens   | 15.23   | 1.62    | 12.10   | 25.91   | 5.20    | 34.99   | 2:24.75 | 4988   |
| —       | USA Melissa Vanek      | 14.06   | 1.74    | —       | —       | —       | —       | —       | DNF    |